# Latent skatteskuld
Latent skatteskuld innebär en (dold) skuld som kan aktualiseras någon gång i framtiden. Den latenta skulden är dold för att den aldrig kan anges till ett exakt belopp, beroende på flera okända faktorer sin exempelvis den skattskyldigas övriga inkomster, vinstens storlek mm.  I många fall beror den latenta skatteskulden på att den betalningsskyldiga fått uppskov med beskattningen, exempelvis genom avsättningar till en periodiseringsfond.
På grund av den ingående latenta (dolda) skatteskulden kategoriseras vissa poster inom redovisning både som eget kapital och skuld.